# 張氏玉楮
張氏玉楮（越南语：／；1668年—1750年），越南鄭阮紛爭時期鄭主鄭棡的母亲。
張氏玉楮是嘉林县如京社人，是延庆公张誉的女兒，添郡公张仍、奋郡公张让之妹。黎玄宗景治六年（1668年）四月二十六日出生，嫁给鄭柄，鄭柄死在祖父郑根之前，没有继任为鄭主。黎裕宗永盛五年（1709年），當鄭棡繼任鄭主後，尊張氏玉楮為太妃。鄭棡死后，其子鄭杠、郑楹相继即位，張氏玉楮作为祖母依然在世，被尊为徽柔纯德太宗太妃。黎显宗景興十一年（1750年）八月二十八日，張氏玉楮去世，諡慈宣，寿八十三岁，葬于嘉林县阳光社，后来改葬安定县。